# Jean-Baptiste Lestiboudois
Jean-Baptiste Lestiboudois  (Douai, 30 de janeiro de 1715 – Lille, 20 de março de 1804) foi um botânico  e farmacêutico francês.

## Biografia
Foi farmacêutico-chefe  do exército francês  em 1739, aproveitando as diversas campanhas militares para  desenvolver o seu herbário. Foi  nomeado professor de botânica  para a Université Lille Nord de France.
Publicou em 1737  um trabalho  que elogia as vantagens da cultura da  batata. Foi o principal redator da  Pharmacopoea, jussu senatus insulensis tertio edita (1772).  Propôs, em 1774, na Carte de botanique, um método que combina o sistema de  Tournefort e o de Linné. Completa esta obra com a publicação de Abrégé élémentaire de botanique.
Seu filho, François-Joseph Lestiboudois (?-1815), e seu neto, Gaspard Thémistocle Lestiboudois (1797-1876), também foram botânicos.

## Publicações
- Pharmacopoea, jussu senatus insulensis tertio edita [a P.-J. Riquet et J.-B. Lestiboudois], 1772.
- Abrégé élémentaire de botanique, à l'usage de l'École de botanique de Lille, 1774.
- Zoologie élémentaire, ou Abrégé de l'histoire naturelle des animaux, à l'usage des jeunes commençans (with François Joseph Lestiboudois), 1802.[2]